# شهرستان والت‌هال (میسیسیپی)
|  |  |  |
|  |  |  |

شهرستان وات‌هال در جنوب ایالت میسیسیپی، واقع در ایالات متحده آمریکا می‌باشد. جمعیت این شهرستان ۱۵٬۴۴۳ نفر (سال ۲۰۱۰) و وسعت آن ۱٬۰۴۶ کیلومتر مربع است. مرکز این شهرستان شهر تیلِرتاون می‌باشد.